# 8 Men and 4 Women
8 Men and 4 Woman – druga solowa płyta O.V. Wrighta, wydana w 1968 roku przed Back Beat Records
| Nr | Tytuł                            |
| -- | -------------------------------- |
| 1  | Eight Men and Four Women         |
| 2  | Why Don't You Believe Me         |
| 3  | Can't Find True Love             |
| 4  | Don't Want to Sit Down           |
| 5  | Everybody Knows (The River Song) |
| 6  | I Could Write a Book             |
| 7  | Bachelor's Blues                 |
| 8  | You're Gonna Make Me Cry         |
| 9  | Monkey Dog                       |
| 10 | You've Been Crying               |
| 11 | I Can't Believe                  |
| 12 | Motherless Child                 |